# Джейк Камінскі
Джейк Камінскі  (англ. Jake Kaminski, 11 серпня 1988) — американський лучник, олімпійський медаліст.

## Виступи на Олімпіадах
| Олімпіада   | Дисципліна | Місце |
| ----------- | ---------- | ----- |
| Лондон 2012 | особисті   | =33   |
| Лондон 2012 | командні   | 2     |
| Ріо 2016    | командні   | 2     |